# NGC 2540
NGC 2540 est une galaxie spirale barrée située dans la constellation du Cancer. NGC 2540 a été découverte par l'astronome français Édouard Stephan en 1885.

## Caractéristiques
Sa vitesse par rapport au fond diffus cosmologique est de 6 514 ± 15 km/s, ce qui correspond à une distance de Hubble de 96,1 ± 6,7 Mpc (∼313 millions d'al).
À ce jour, six mesures non basées sur le décalage vers le rouge (redshift) donnent une distance de 90,267 ± 16,095 Mpc (∼294 millions d'al), ce qui est à l'intérieur des valeurs de la distance de Hubble.
La classe de luminosité de NGC 2540 est III-IV et elle présente une large raie HI. Elle renferme également des régions d'hydrogène ionisé.